# Amitai Regev
Pour les articles homonymes, voir Regev.
Amitai Regev (hébreu : אמיתי רגב) (né le 7 décembre 1940) est un mathématicien israélien, connu pour son travail sur la théorie des anneaux.

## Carrière
Il est le professeur de la chaire Herman P. Taubman en mathématiques de l'institut Weizmann. Il a reçu son doctorat à l'université hébraïque de Jérusalem en 1972, sous la direction de Shimshon Amitsur.
Il a apporté des contributions  dignes d'intérêt à la théorie des anneaux « PI » (i.e. à identité polynomiale). En particulier, il a démontré le théorème de Regev (en), selon lequel le produit tensoriel de deux anneaux PI est encore un anneau PI.
Il a aussi développé la « théorie de Regev », qui lie les anneaux PI aux représentations du groupe symétrique et donc aux tableaux de Young. Il a contribué  à l'énumération asymptotique des tableaux de Young et, avec William  Beckner (en), il a démontré la conjecture de Macdonald-Selberg pour les algèbres de Lie infinies de type B, C et D.